# 알렉산데르 크루파
알렉산데르 크루파(폴란드어: Aleksander Krupa, 1947년 3월 18일~)는 폴란드의 배우이다.